# Mistrzostwa Europy w Lekkoatletyce 2010 – bieg na 100 m przez płotki kobiet
Bieg na 100 metrów przez płotki kobiet – jedna z konkurencji rozegranych podczas lekkoatletycznych mistrzostw Europy na Estadi Olímpic Lluís Companys w Barcelonie.
Do rywalizacji w biegu na 100 m przez płotki przystąpiła jedna reprezentantka Polski, zawodniczka warszawskiego Orła, Joanna Kocielnik.

## Terminarz
| Data     | Godzina |            |
| -------- | ------- | ---------- |
| 30 lipca | 10:00   | Eliminacje |
| 31 lipca | 19:05   | Półfinał   |
| 31 lipca | 20:25   | Finał      |

## Rezultaty

### Eliminacje
Rozegrano 4 biegi eliminacyjne, do których przystąpiło 28 płotkarek. Awans do półfinału dawało zajęcie jednego z pierwszych trzech miejsc w swoim biegu (Q). Skład półfinałów uzupełniły cztery zawodniczki z najlepszymi czasami wśród przegranych (q).
| Poz. | Bieg | Tor | Zawodniczka          | Reprezentacja | Reakcja startowa | Czas  | Uwagi |
| ---- | ---- | --- | -------------------- | ------------- | ---------------- | ----- | ----- |
| 1    | 4    | 3   | Christina Vukicevic  | Norwegia      | 0.163            | 12.83 | Q, SB |
| 2    | 4    | 4   | Tatjana Diektiariowa | Rosja         | 0.194            | 12.86 | Q     |
| 3    | 3    | 7   | Derval O’Rourke      | Irlandia      | 0.169            | 12.88 | Q, SB |
| 4    | 3    | 3   | Carolin Nytra        | Niemcy        | 0.189            | 12.89 | Q     |
| 4    | 1    | 3   | Nevin Yanıt          | Turcja        | 0.180            | 12.89 | Q     |
| 6    | 2    | 2   | Jewhenija Snihur     | Ukraina       | 0.171            | 12.90 | Q     |
| 7    | 2    | 6   | Lisa Urech           | Szwajcaria    | 0.175            | 13.03 | Q     |
| 8    | 3    | 4   | Olga Samyłowa        | Rosja         | 0.168            | 13.06 | Q, PB |
| 9    | 4    | 2   | Elisabeth Davin      | Belgia        | 0.178            | 13.12 | Q, SB |
| 10   | 3    | 2   | Lucie Škrobáková     | Czechy        | 0.201            | 13.15 | q     |
| 11   | 1    | 8   | Alina Tałaj          | Białoruś      | 0.203            | 13.17 | Q     |
| 12   | 4    | 8   | Cindy Roleder        | Niemcy        | 0.215            | 13.19 | q     |
| 13   | 4    | 6   | Kaciaryna Papłauska  | Białoruś      | 0.180            | 13.19 | q     |
| 14   | 3    | 8   | Victoria Schreibeis  | Austria       | 0.188            | 13.23 | q     |
| 15   | 1    | 7   | Nadine Hildebrand    | Niemcy        | 0.223            | 13.25 | Q     |
| 15   | 2    | 3   | Joanna Kocielnik     | Polska        | 0.206            | 13.25 | Q     |
| 17   | 2    | 5   | Eline Berings        | Belgia        | 0.175            | 13.27 |       |
| 18   | 2    | 4   | Marina Tomič         | Słowacja      | 0.167            | 13.28 |       |
| 19   | 4    | 7   | Sonata Tamošaitytė   | Litwa         | 0.207            | 13.31 |       |
| 19   | 1    | 2   | Anne Zagré           | Belgia        | 0.161            | 13.31 |       |
| 21   | 3    | 5   | Ana Torrijos         | Hiszpania     | 0.191            | 13.33 | PB    |
| 22   | 2    | 7   | Miriam Cupáková      | Słowacja      | 0.225            | 13.35 |       |
| 23   | 1    | 6   | Irina Lenskiy        | Izrael        | 0.261            | 13.41 |       |
| 24   | 1    | 4   | Marzia Caravelli     | Włochy        | 0.169            | 13.50 |       |
| 25   | 2    | 8   | Dimitra Arachoviti   | Cypr          | 0.196            | 13.61 |       |
| 26   | 3    | 6   | Clélia Reuse         | Szwajcaria    | 0.180            | 13.73 |       |
| 27   | 1    | 5   | Jelena Jotanović     | Serbia        | 0.202            | 13.77 |       |
| –    | 4    | 5   | Beate Schrott        | Austria       |                  |       | DQ    |

### Półfinał
Rozegrano dwa półfinały. Awans do finału gwarantowało zajęcie jednego z pierwszych trzech miejsc w swoim biegu (Q). Skład ośmioosobowego finału uzupełniły dwie przegrane sprinterki legitymujące się najlepszymi czasami (q).
| Poz. | Bieg | Tor | Zawodniczka          | Reprezentacja | Reakcja startowa | Czas  | Uwagi |
| ---- | ---- | --- | -------------------- | ------------- | ---------------- | ----- | ----- |
| 1    | 1    | 4   | Nevin Yanıt          | Turcja        | 0.179            | 12.71 | Q, NR |
| 2    | 1    | 5   | Carolin Nytra        | Niemcy        | 0.184            | 12.75 | Q     |
| 3    | 1    | 6   | Derval O’Rourke      | Irlandia      | 0.176            | 12.75 | Q, SB |
| 4    | 2    | 3   | Tatjana Diektiariowa | Rosja         | 0.209            | 12.81 | Q     |
| 5    | 2    | 4   | Christina Vukicevic  | Norwegia      | 0.173            | 12.85 | Q     |
| 6    | 2    | 6   | Jewhenija Snihur     | Ukraina       | 0.167            | 12.88 | Q     |
| 7    | 1    | 3   | Lisa Urech           | Szwajcaria    | 0.171            | 12.95 | q     |
| 8    | 2    | 8   | Nadine Hildebrand    | Niemcy        | 0.185            | 12.96 | q, PB |
| 9    | 1    | 7   | Joanna Kocielnik     | Polska        | 0.160            | 13.06 |       |
| 10   | 1    | 8   | Olga Samyłowa        | Rosja         | 0.187            | 13.08 |       |
| 11   | 2    | 2   | Lucie Škrobáková     | Czechy        | 0.163            | 13.10 |       |
| 12   | 1    | 1   | Kaciaryna Papłauska  | Białoruś      | 0.179            | 13.14 | SB    |
| 13   | 2    | 7   | Elisabeth Davin      | Belgia        | 0.161            | 13.15 |       |
| 14   | 2    | 1   | Victoria Schreibeis  | Austria       | 0.206            | 13.41 |       |
| –    | 2    | 5   | Alina Tałaj          | Białoruś      |                  | 0.202 | DSQ   |
| –    | 1    | 2   | Cindy Roleder        | Niemcy        |                  | 0.188 | DSQ   |

### Finał
| Poz. | Tor | Zawodniczka          | Reprezentacja | Reakcja startowa | Czas  | Uwagi |
| ---- | --- | -------------------- | ------------- | ---------------- | ----- | ----- |
|      | 3   | Nevin Yanıt          | Turcja        | 0.184            | 12.63 | NR    |
|      | 7   | Derval O’Rourke      | Irlandia      | 0.172            | 12.65 | NR    |
|      | 6   | Carolin Nytra        | Niemcy        | 0.177            | 12.68 |       |
| 4    | 5   | Christina Vukicevic  | Norwegia      | 0.157            | 12.78 | SB    |
| 5    | 8   | Jewhenija Snihur     | Ukraina       | 0.151            | 12.92 |       |
| 6    | 4   | Tatjana Diektiariowa | Rosja         | 0.185            | 12.98 |       |
| 7    | 2   | Lisa Urech           | Szwajcaria    | 0.170            | 13.02 |       |
| 8    | 1   | Nadine Hildebrand    | Niemcy        | 0.191            | 13.08 |       |